# 日直ジャンクション
日直ジャンクション（イルチクジャンクション）は、大韓民国京畿道光明市にある西海岸高速道路（11号線）と第二京仁高速道路（110号線）を接続するジャンクションである。
仁川方面（第二京仁高速道路）からソウル方面（西海岸高速道路）に進出することはできない。

## 接続している路線

### 木浦・ソウル方面
- 西海岸高速道路（1番）

### 仁川・城南方面
- 第二京仁高速道路（3番）

## 隣
西海岸高速道路
(35) 光明駅IC - (36) 日直JCT - (37) 所下JCT
第二京仁高速道路
(12) 光明IC - (13) 日直JCT - (14) 石水IC